# باسكال بروكنر
باسكال بروكنر (بالفرنسية: Pascal Bruckner) ولد في 15 ديسمبر 1948 بباريس. وهو روائي وكاتب مقالة فرنسي. حصل على جائزة رينودو الأدبية عام 1997.

## روابط خارجية
- باسكال بروكنر على موقع IMDb (الإنجليزية)
- باسكال بروكنر على موقع مونزينجر (الألمانية)
- باسكال بروكنر على موقع ألو سيني (الفرنسية)
- باسكال بروكنر على موقع أول موفي (الإنجليزية)
- باسكال بروكنر على موقع قاعدة بيانات الأفلام السويدية (السويدية)
- باسكال بروكنر على موقع قاعدة بيانات الفيلم (الإنجليزية)
- باسكال بروكنر على موقع كينوبويسك (الروسية)